# Rotunda (okręg Neamț)
Rotunda – wieś w Rumunii, w okręgu Neamț, w gminie Doljești. W 2011 roku liczyła 1512 mieszkańców.